# Artificial Paradise
Artificial Paradise è un album in studio del gruppo musicale canadese The Guess Who, pubblicato nel 1973.

## Tracce
1. Bye Bye Babe - 2:50
2. Samantha's Living Room - 3:26
3. Rock and Roller Steam - 3:19
4. Follow Your Daughter Home - 3:29
5. Those Show Biz Shoes - 6:49
6. All Hashed Out - 4:41
7. Orly - 2:35
8. Lost and Found Town - 3:49
9. Hamba Gahle-Usalang Gahle - 4:53
10. The Watcher - 3:10